# Halinów (gmina)
Pour les articles homonymes, voir Halinów.
Halinów est une gmina urbaine-rurale (gmina miejsko-wiejska) ou mixte de la powiat de Mińsk, dans la Voïvodie de Mazovie, dans le centre-est de la Pologne.
Son siège administratif (chef-lieu) est la ville de Halinów, qui se situe environ 16 kilomètres à l'ouest de Mińsk Mazowiecki (siège de la powiat) et 24 kilomètres à l'est de Varsovie (capitale de la Pologne).
La gmina couvre une superficie de 63,09 km2 pour une population de 12 538 habitants en 2006 avec une population de 3 369 habitants pour la ville de Halinów et une population de la partie rurale de la gmina de 9 169 habitants.

## Histoire
De 1975 à 1998, la gmina est attachée administrativement à la voïvodie de Varsovie.

Depuis 1999, elle fait partie de la voïvodie de Mazovie.

## Géographie
Outre la ville de Halinów, la gmina inclut les villages et localités de :

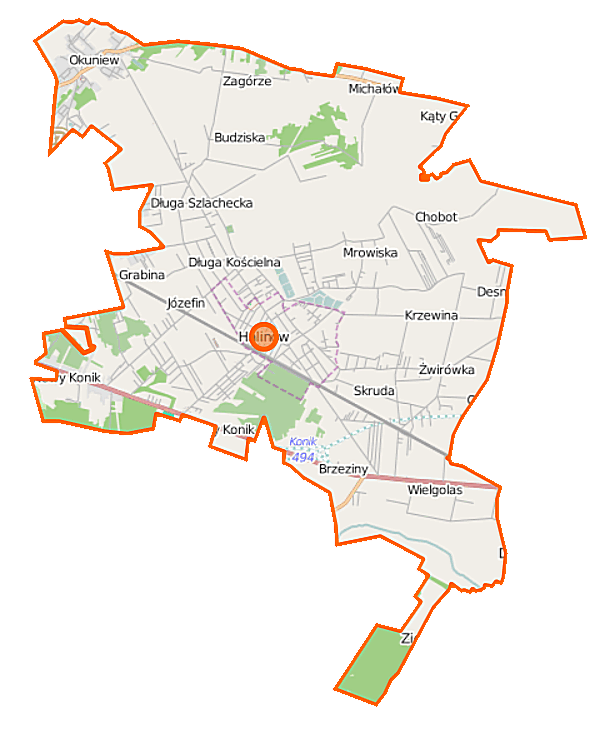
Plan de la gmina

- Brzeziny
- Budziska
- Chobot
- Cisie
- Desno
- Długa Kościelna
- Długa Szlachecka
- Grabina
- Hipolitów
- Józefin
- Kazimierów
- Królewskie Brzeziny
- Krzewina
- Michałów
- Mrowiska
- Nowy Konik
- Okuniew
- Stary Konik
- Wielgolas Brzeziński
- Wielgolas Duchnowski
- Zagórze
- Żwirówka

### Gminy voisines
La gmina de Halinów est voisine :
- des villes :
  - Sulejówek
  - Zielonka
- des gminy suivantes :
  - Dębe Wielkie
  - Wiązowna

## Structure du terrain
D'après les données de 2002, la superficie de la commune de Halinów est de 63,09 km2, répartis comme tel :
- terres agricoles : 65%
- forêts : 19,4%
- zones humides : 7,5%
- zones résidentielles : 5,8%
- friche : 0,6%

La commune représente 5,42% de la superficie du powiat.

## Démographie
Données du 30 juin 2004 :
| Description        | Total  | Total | Femmes | Femmes | Hommes | Hommes |
| ------------------ | ------ | ----- | ------ | ------ | ------ | ------ |
| Unité              | Nombre | %     | Nombre | %      | Nombre | %      |
| Population         | 12 150 | 100   | 6 188  | 50,9   | 5 962  | 49,1   |
| Densité (hab./km²) | 192,6  | 192,6 | 98,1   | 98,1   | 94,5   | 94,5   |